# Свети Никола (Вранещица)
Вижте пояснителната страница за други значения на Свети Никола.
„Свети Никола“ (на македонска литературна норма: „Свети Никола“) е възрожденска църква в кичевското село Вранещица, Северна Македония. Църквата е част от Кичевското архиерейско наместничество на Дебърско-Кичевската епархия на Македонската православна църква – Охридска архиепископия.
Църквата е северният гробищен храм на селото. Изградена е по инициатива на митрополит Мелетий Преспански и Охридски от 1858 до 1861 година. Зографисана е в 1916 година от Никола Мартиноски от Лазарополе. Живописта в олтара е дело на Дичо Зограф, който работи там заедно с Глигор от Тресонче и сина си Аврам Дичов в 1880 година. Иконописец е Методий Йованов Здравески от село Големо Църско.
Аврам Дичов е автор на живописта в олтарното пространство.